# Contea di Yunlong
La contea di Yunlong (云龙县S, Yúnlóng XiànP) è una contea della Cina, situata nella provincia di Yunnan e amministrata dalla prefettura autonoma bai di Dali.